# Trboveljski dimnik
Trboveljski dimnik je 360 metrov visok dimnik nekdanje Termoelektrarne Trbovlje (TET), najvišja zgradba v Sloveniji, najvišji dimnik v Evropi in sedmi najvišji na svetu. Po zgraditvi, ko je leta 1976 nadomestil prejšnji, samo 80 m visok dimnik, se je onesnaženost zraka z žveplovim dioksidom razporedila bolj enakomerno po Sloveniji; v Zasavskih dolinah se je zmanjšala, povečala pa se je v višje ležeči vasi Dobovec in v Savinjski dolini.
Dimnik je projektiralo nemško podjetje Karrena iz Düsseldorfa, pri gradnji pa so sodelovali tudi slovenski in bosanski gradbeni strokovnjaki ter posebej usposobljeni delavci. Zasnovan je tako, da bi prenesel potres do 10. stopnje po Mercallijevi lestvici, ob močnem vetru niha do skoraj enega metra.
Graditi so ga začeli septembra 1974, ko so v živo skalo vgradili 62 armiranobetonskih pilotov v obliki valjev s premerom 1,7 m in dolžino 13 m. Dimnik ima ob vznožju premer 27,5 m, premer vrha betonskega plašča pa meri 7,7 m, nad čemer je dozidana še šamotna tuljava. Svetli premer notranjosti dimniške (šamotne)  tuljave od vrha do tal znaša 5 m. Do zaključka del so vanj vgradili 11.866 kubičnih metrov betona, 1079 ton rebričastega betonskega železa ter 950 ton šamotnega in izolirnega materiala. Dimnik so namenu predali na trboveljski občinski praznik 1. junija 1976, ocena stroškov pa je takrat znesla več kot 100 milijonov jugoslovanskih dinarjev, kar bi ob upoštevanju inflacije leta 2004 znašalo okoli 20 milijonov evrov.